# Vertillum
Vertillum est un site gaulois puis gallo-romain situé sur le territoire de la commune de Vertault (Côte-d'Or), en France. Ce site a été fouillé dès le XIXe siècle.

## Situation

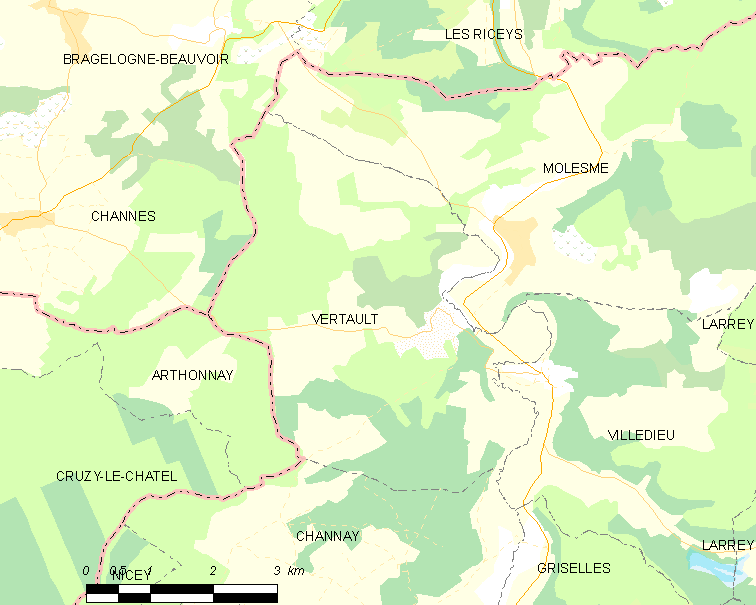

Localisé sur le plateau surplombant la commune actuelle de Vertault dans le département de la Côte-d'Or le site a été fouillé dès le XIXe siècle, souvent de manière destructrice. Un grand nombre d'objets trouvés alors sont détenus par le musée du Pays châtillonnais voisin.

## Histoire
Vertillum est un site gaulois érigé sur un tertre dominant la Laigne auquel succède un vicus gallo-romain. L'oppidum ceint d'un murus gallicus et d'un fossé attribué aux Lingons couvre environ 25 hectares. La ville gallo-romaine qui aurait compté entre 3 000 et 5 000 habitants présente les aménagements typiques : zones résidentielles, forum, bains, temple et centre administratif.
Le murus gallicus qui l'entourait semble dater du Ier siècle. Sa ruine commence au IIIe siècle pour s’achever un siècle plus tard avec sa destruction par une invasion des Vandales. Les dernières pièces trouvées sur le site qui sont d’Arcadius et d’Honorius situent la fin probable de l'occupation à l'avènement du christianisme comme religion d'Empire. Vertillum est classé monument historique depuis 1875.

## Les fouilles
Les premières fouilles de 1846 dues à Lucien Coutant dégagent deux grands édifices publics : le temple et les thermes. La Société archéologique et historique du Châtillonnais reprend le relais de 1882 à 1939 et dégage au fil du temps de nombreux habitats enterrés et une imposante enceinte. En 1977, des élus locaux  entreprennent la mise en valeur et la protection de ces quatre pôles du site : le mur, les habitats enterrés, les thermes et le temple.
En 1988, au sud de Vertillum au-dessus de l'église actuelle, de nouvelles fouilles dégagent un fanum et un ensemble cultuel . Puis en 1996, au nord sur la commune de Molesme au lieu-dit " sur le creux ", un ensemble de constructions de la Tène tardive (Ier siècle av. J.C.).

### Vestiges
Le site comprend de nombreuses structures enterrées, des restes de remparts, des thermes et un temple. Les fouilles du XIXe siècle et du début du XXe siècle ont été extrêmement destructrices. Ainsi des bâtiments bien préservés jusqu'alors, en particulier les thermes, ont été presque détruits. Depuis 1984, le site fait l'objet de nouvelles recherches et d'une mise en valeur des vestiges. Une nécropole d'animaux (200 chiens, 42 chevaux, 8 moutons, 2 bœufs, ainsi que 8 inhumations humaines) a notamment été mise en évidence sur le fanum extra-muros.

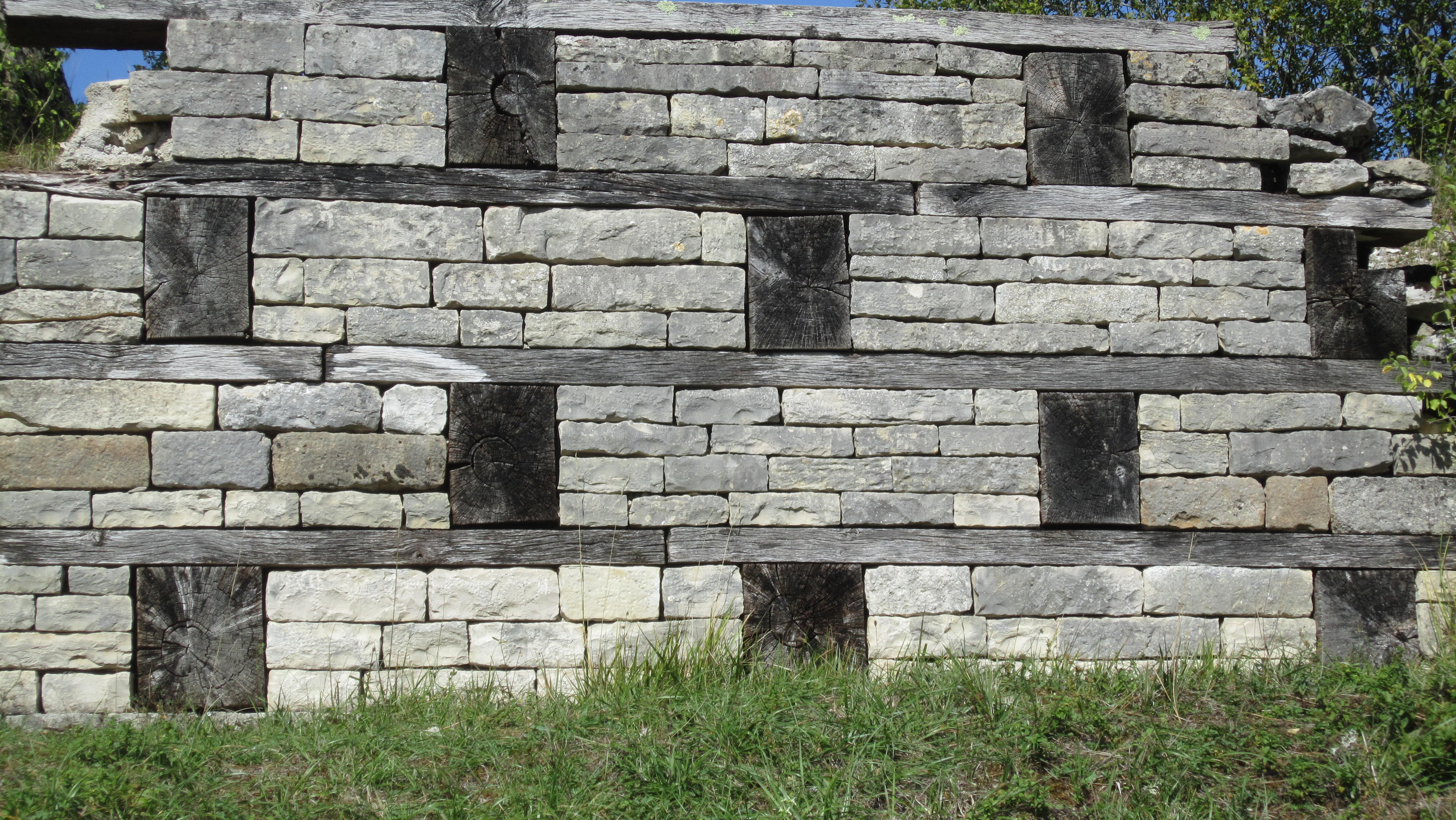
Le murus gallicus.
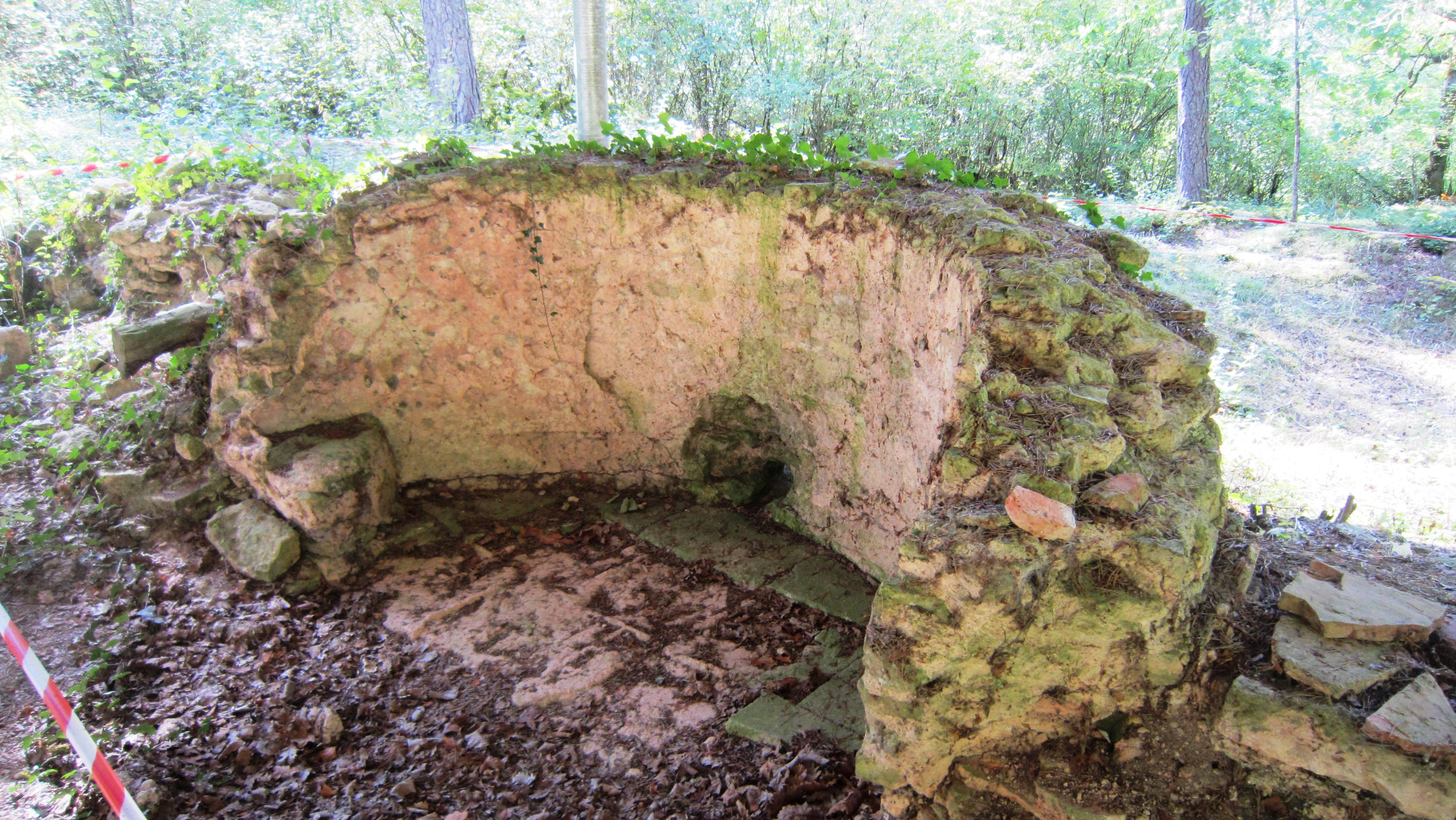
Les thermes.

### Mobiliers
Vertillum était un centre métallurgique travaillant des alliages à base de cuivre. Objets inachevés et déchets montrent que les artisans ont utilisé des techniques de fonderie et de tôlerie pour recouvrir de bronze des objets en fer. Parmi la production des artisans de Vertillum on peut mentionner des poignées, en particulier un type adoptant la forme de deux dauphins affrontés, de la vaisselle plate et différents objets utilitaires, ornés ou non, parmi lesquels on peut compter clefs, serrures, clochettes, stylets, etc. Le musée du Pays Châtillonnais consacre une salle aux objets retrouvés sur le site. Les lacunes de description et de soin qui caractérisent les fouilles anciennes pratiquées à Vertillum rendent difficile l'évaluation de la diversité de la production locale et l'établissement d'une chronologie de celle-ci.

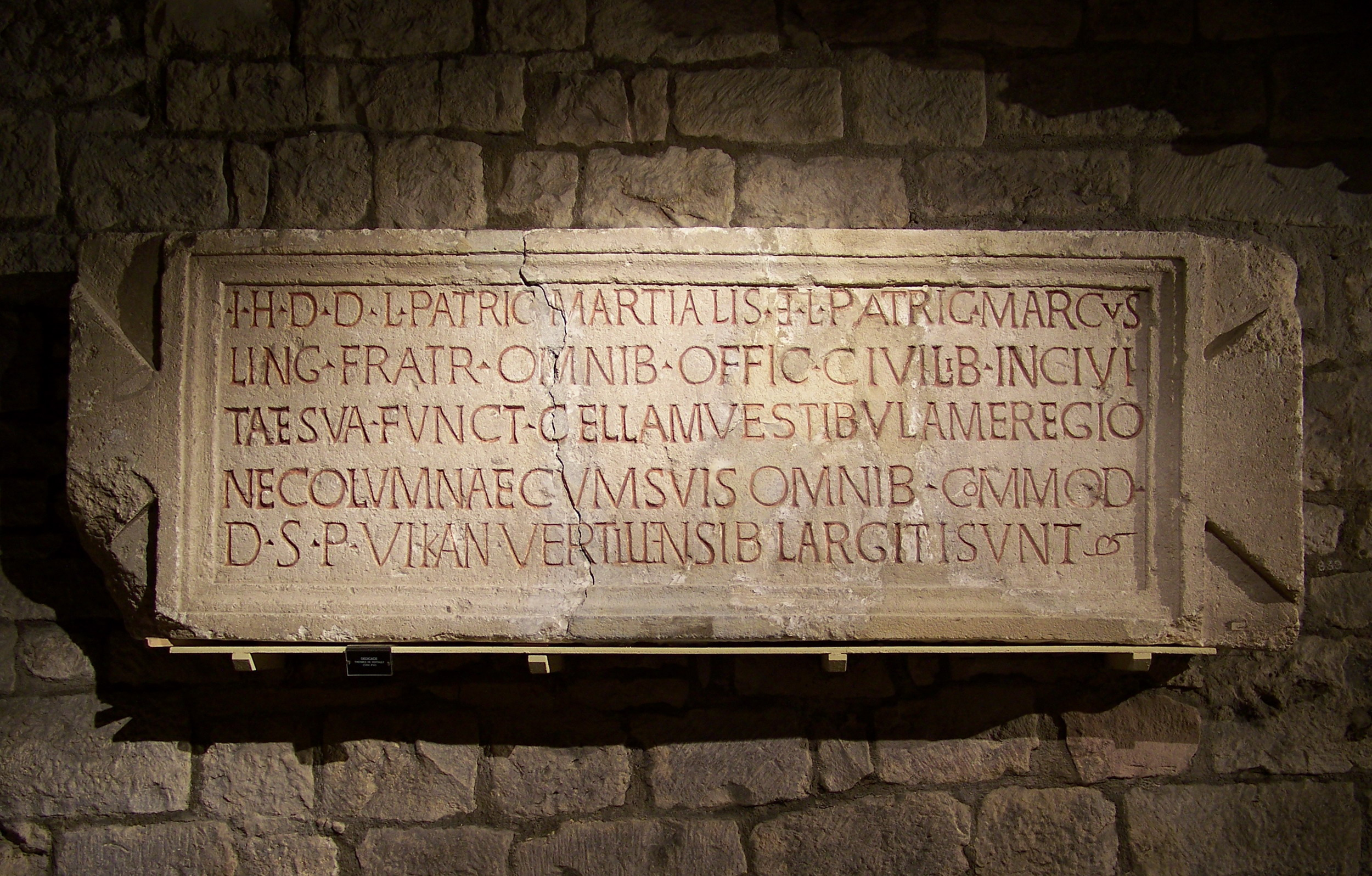
Dédicace des thermes, Musée archéologique de Dijon.
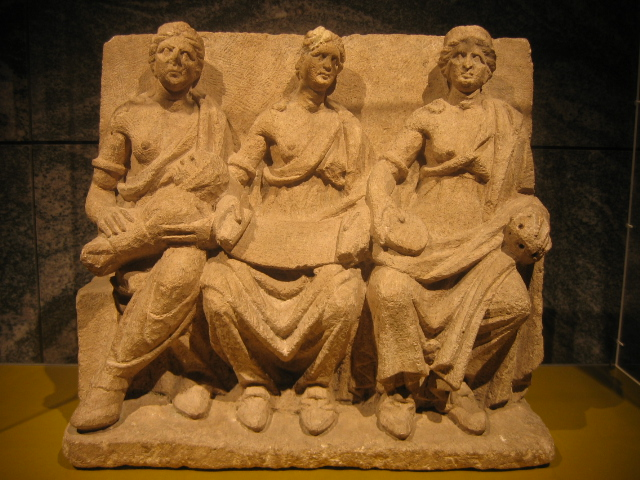
Bas-relief représentant trois déesses-mères. Musée du Pays Châtillonnais.

## Valorisation du patrimoine
La commune entretient le site avec le soutien de l'association Revivre en Haute Bourgogne.